# Teilungsvertrag zu Hildburghausen
Der Teilungsvertrag zu Hildburghausen wurde am 12. November 1826 – auf Grundlage des Präliminarvertrages zu Liebenstein vom 11. August 1826 – unterzeichnet. Er war die Basis für die letzte einer ganzen Reihe von Landesteilungen innerhalb der in Thüringen regierenden Familie der Ernestiner.

## Vorgeschichte

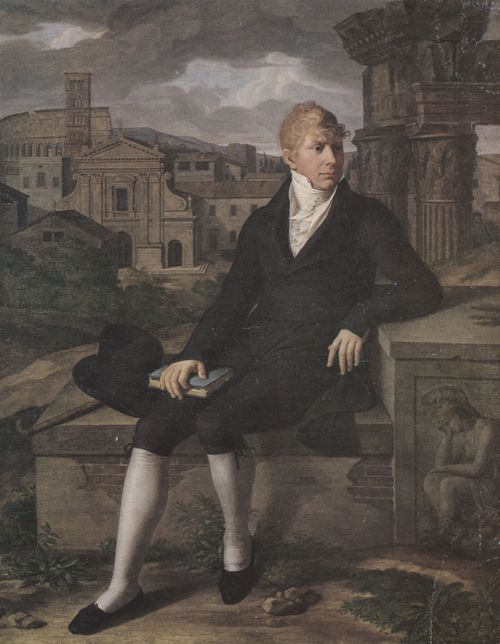
Friedrich IV. verstarb kinderlos.

Mit dem im Februar 1825 erfolgten Ableben von Friedrich IV., dem letzten Herzog von Sachsen-Gotha-Altenburg, erlosch diese herzogliche Linie der Wettiner. Die Erben waren die Herzöge Bernhard II. von Sachsen-Meiningen, Ernst I. von Sachsen-Coburg-Saalfeld und Friedrich von Sachsen-Hildburghausen. Das Aussterben des Gothaer Hauses war bereits seit längerer Zeit absehbar; Friedrich IV. war ein kranker Mann, der sich lange zu Kuraufenthalten außerhalb seines Landes aufhielt. Er hatte kaum selbst regiert und war, wie sein 1822 verstorbener Bruder und Vorgänger August, ohne männliche Nachkommen geblieben.
Bereits seit 1819 wurden bezüglich des zu erwartenden Erbfalls Verhandlungen geführt, an denen sich außer den Erben der Gothaer Herzog selbst beteiligte. Herzog August rief am 7. Oktober 1821 die drei erbberechtigten Herzöge nach Arnstadt, um unter der Leitung des Ministers Bernhard von Lindenau über den Vorschlag einer Neuteilung der ernestinischen Herzogtümer zu diskutieren. Dieser Vorschlag sah eine großzügige Gebietsbereinigung vor: Meiningen sollte gegen Abtretung des Oberlandes in den Besitz des Fürstentums Gotha kommen, Coburg-Saalfeld das Meininger Oberland und das Fürstentum Hildburghausen erhalten, der Herzog von Hildburghausen sein Fürstentum gegen das Fürstentum Altenburg tauschen. Dieser territorial recht sinnvolle Vorschlag wurde vom Herzog von Sachsen-Meiningen abgelehnt, der als Agnat des nunmehr ältesten Zweiges nach dem Aussterben der Hauptlinie darauf drang, das gesamte Herzogtum Gotha-Altenburg zu beanspruchen. Der Herzog berief sich dabei auf die Bestimmungen des Bundesrechts, wonach kein Bundesstaat geteilt werden dürfe.
Nach dem Scheitern des Vorschlags wurden noch weitere Versuche unter Leitung von Lindenau unternommen, die erfolglos blieben. Einzig Ende Mai 1822 konnte dahingehend eine Einigung erzielt werden, dass beim Eintritt des Erbfalls im gemeinschaftlichen Namen vom Herzogtum Besitz ergriffen werden sollte, was am 11. Februar 1825 in der Praxis folgte. Bereits zwei Tage später, am 13. Februar 1825, ließ der Meininger Herzog eine Verlautbarung veröffentlichen, der zufolge er seine ausschließlichen Rechte durch die gemeinschaftliche Inbesitznahme nicht zurückstellen werde. Der Coburger Herzog, der durch seine Heirat mit Luise, der einzigen Tochter des vorletzten Herzogs von Sachsen-Gotha-Altenburg, einen ebenfalls zu rechtfertigenden Anspruch geltend machend konnte, wurde der stärkste Widersacher des Meiningers. Einzig Herzog Friedrich von Sachsen-Hildburghausen hielt sich mit seinen Ansprüchen zurück. Als damaliger Senior der drei Gothaer Linien bestand er allerdings auf gleiche Teilung und konnte erreichen, dass der fällige Vertragsabschluss später an seiner Residenz stattfand.

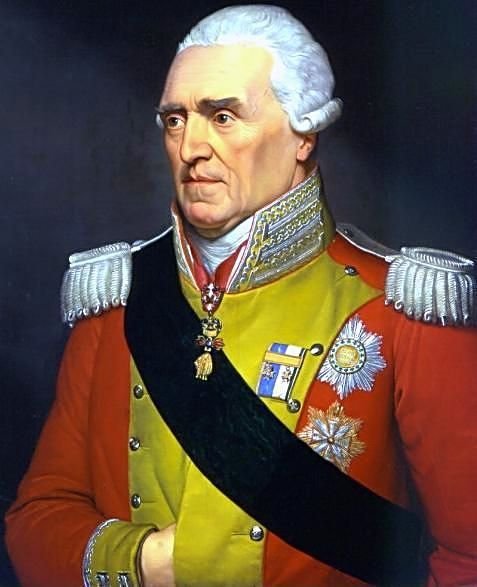
Friedrich August der Gerechte konnte vermitteln.

Der Coburger rief im Streit um das Erbe den österreichischen Staatskanzler Metternich zu Hilfe, der ebenso wie der Gothaer Minister Lindenau seine Partei ergriff. Im März 1825 konnte er auch den sächsischen König dafür gewinnen, eine Landesteilung vorzunehmen. Einem weiteren Versuch, den König von Bayern ebenfalls für die Coburger Pläne zu interessieren, wurde im Dezember 1825 eine Absage erteilt. Der Meininger stand dem Coburger nicht nach und konnte den Großherzog von Sachsen-Weimar für sich gewinnen. Die verwandtschaftlichen Beziehungen des Weimarer Hofes mit Russland und Preußen sollten nun auch weitere Kreise ziehen, liefen jedoch ins Leere, da beide Höfe sich Metternichs Plänen nicht in den Weg stellen wollten. Angesichts der für Meiningen ungünstig verlaufenden Versuche Bündnispartner zu finden und des Erfolges der Coburger Partei auch noch den Weimarer Großherzog zu einem Austritt aus den Verhandlungen zu bewegen, lenkte Herzog Bernhard ein und erklärte sich bereit unter Vermittlung König Friedrich Augusts des Gerechten eine gütliche Einigung zu erzielen.
Das Meininger Geheime Ratskollegium unternahm, nachdem die alleinige Inbesitznahme von Gotha-Altenburg nicht durchführbar war, einen letzten verzweifelten Versuch, das größtmögliche zu erreichen. Es unterbreitete den Vorschlag der Schaffung eines geschlossenen nordfränkischen Herzogtums unter Einbeziehung des Fürstentums Coburg. Der Coburger stimmte diesem Vorschlag, seine Residenzstadt abzutreten, verständlicherweise nicht zu, und nur dem Einsatz des sächsischen Königs war es zu verdanken, dass nach den zähen Verhandlungen am 11. August 1826 der Präliminarvertrag von Liebenstein geschlossen werden konnte.

## Vertragsschluss

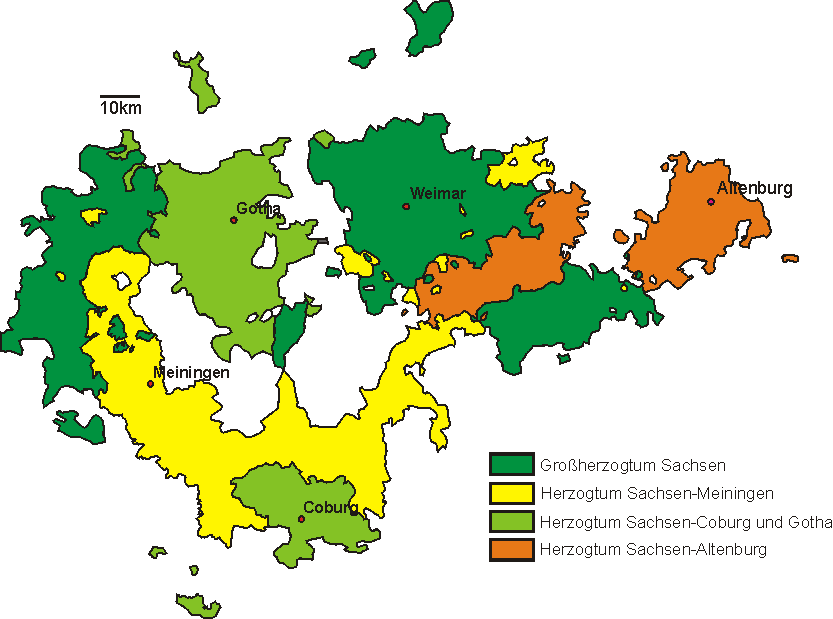
Ernestinische Herzogtümer von 1826 bis 1918.

Der Präliminarvertrag sah vor, dem Herzog von Coburg-Saalfeld das Fürstentum Gotha und die ehemals Hildburghausener Ämter Sonnefeld und Königsberg in Franken gegen Abtretung des Fürstentums Saalfeld zukommen zu lassen. Der Herzog von Hildburghausen, der spätere Friedrich von Sachsen-Altenburg, sollte, wie von Anfang an geplant, sein Herzogtum gegen das Altenburger Land tauschen. Herzog Bernhard von Meiningen wurde das Kernland von Hildburghausen, das Meininger Oberland, das Fürstentum Saalfeld, die Grafschaft Camburg und die Herrschaft Kranichfeld zugesprochen.
Die Ratifizierung des Vertrages verzögerte sich durch Einsprüche des Coburger Hofes, der einerseits die Abtretung des Fürstentums Saalfeld, andererseits eine Benachteiligung hinsichtlich der Bevölkerungszahlen kritisierte. Da die Herzöge von Meiningen und Hildburghausen geschlossen gegen die Ansprüche des Coburgers auftraten und der auf dessen Betreiben erzielte Vergleich in Gänze zu scheitern drohte, lenkte Ernst I. ein. Am 12. November 1826 unterzeichneten die Herzöge im Schloss Hildburghausen den endgültigen Teilungsvertrag auf Grundlage des Präliminarvertrages vom 11. August 1826. Am 15. November 1826 wurde der Vertrag in die Praxis umgesetzt und die Teilung rechtskräftig vollzogen.
Durch die Teilung von 1826 wurde das Herzogtum Sachsen-Meiningen ohne jegliche Gebietsabtretung flächenmäßig bedeutend vergrößert. Es entstand das Herzogtum Sachsen-Altenburg neu sowie das in Personalunion regierte Doppelherzogtum Sachsen-Coburg und Gotha. Ihr Ende fanden durch die Teilung 1826 Sachsen-Coburg-Saalfeld und Sachsen-Hildburghausen, nicht jedoch deren Herrscherhäuser, die sich daraufhin entsprechend ihrer neuen Territorien in Haus Sachsen-Coburg und Gotha bzw. Haus Sachsen-Altenburg umbenannten.
Im Vertrag von 1826 wurde des Weiteren festgelegt, dass sämtliche aus früheren Teilungen und Erbschaften herrührenden Ansprüche erledigt sind. Außerdem wurde der Bau einer Chaussee von Schalkau über Eisfeld und Kahlert nach Neustadt am Rennsteig angeregt, der eine bessere Verbindung zwischen Coburg und Gotha schaffen sollte. Der Vertrag bestimmte den freien Durchzug Coburger Militärs und Beamter auf dieser Chaussee sowie den Durchlass herrschaftlicher Waren ohne Erhebung von Zoll. Im Gegenzug wurde Meininger Beamten freier Durchzug durch Coburg-Gothaer Gebiet zugesichert.